# Чемпіонат світу з керлінгу серед чоловіків 2019
Чемпіоном світу стала (9 разів у своїй історії) команда Швеції (скип Ніклас Един, котрий переміг у фіналі команду Канади (скип Кевін К'юі)). Бронзову медаль завоювала команда Швейцарії (скип Пітер де Круз, котрий переміг у матчі за 3 місце команду Японії (скип Юта Мацумура).
Офіційний хештег чемпіонату: #WMCC2019 .
- Канада  — команда країни-організатора;
- 7 найкращих команд за підсумками підсумкам
- чемпіонату Європи 2018:
  - Швеція
  -  Шотландія
  -  Італія
  -  Німеччина
  -  Норвегія
  -  Швейцарія
  -  Росія
- дві команди за підсумками Тихоокеансько--Азійського чемпіонату 2018:
  -  Китай
  -  Японія
- одна команда-представник зони Америки:
  - США  — переможець кваліфікації від Американського континенту[1]
- дві команди за підсумками кваліфікаційного турніру до чемпіонатів світу 2019, який відбувся з 18 по 23 січня 2019 в місті Несби (Нова Зеландия).[2]
  -  Республіка Корея
  -  Нідерланди

На груповому етапі команди проводять одноколовий турнір, за результатами якого шість найкращих команд виходить у плей-офф. При рівності кількості перемог у двох команд зважає результат особової зустрічі між ними; при рівності кількості перемог у понад, ніж двох команд ранжирування буде за результатом матчів між цими командами, при рівності цього параметра — за тестовими кидками (англ. Draw Shot Challenge, DSC), у сантиметрах, вище стає команда з меншим значенням), при рівності цього параметра — за місцем чоловічої команди країни у рейтингу Всесвітньої федерації керлінгу перед початком чемпіонату миру. 
Другий етап, плей-офф проводить за неповною олімпійською системою: дві найкращі команди потрапляють прямо у півфінали; команди, які зайняли місця з 3-го по 6, потрапляють у чвертьфінали (англ. Qualification Games), переможці, які проходять у півфінали; у фіналі золоту нагороду оскаржують переможці півфіналів; бронзові медалі розігрують ті, які програли у півфіналах.

## Склади команд
| Команда | Четвертий        | Третій              | Другий           | Перший              | Запасной          | Тренер             |
| ------- | ---------------- | ------------------- | ---------------- | ------------------- | ----------------- | ------------------ |
|         | Марк Мускатевиць | Даніель Нойнер      | Домінік Грендл   | Райан Шеррард       | Клаудіс Харч      | Енді Капп          |
|         | Жоель Реторна    | Амос Мозанер        | Себастьяно Арман | Симон Гонин         | Альберто Ралпіні  | Марко Анлді        |
|         | Кевін К'юі       | Бі Джей Ньюфелд     | Колтон Флеш      | Бен Хеберт          | Тед Апельмен      | Джон Данн          |
|         | Цзоу Цян         | Ван Чжиюй           | Шао Чжилинь      | Сюй Цзинтао         | Ба Дэсинь         | Даниэль Рафаэль    |
|         | Воутер Госгенс   | Яп ван Дорп         | Лауренс Хукман   | Карло Гласберген    | Bart Klomp        | Шари Лейббрандт    |
|         | Магнус Рамсф'єль | Михайль Меллемсетер | Джорден Миран    | Andreas Hårstad     | Стеффен Вальстад  | Stein Mellemseter  |
|         | Ким Су Хек       | Хмелі Чон Дже       | Чон Бен Джин     | Хван Хен Чун        | Ллі Донг          | Ллі Джог           |
|         | Сергій Глухов    | Артур Али           | Дмитро Миронов   | Антон Калалб        | Євгеній Климов    | Олександр Козирьов |
|         | Джон Шустер      | Крис Плис           | Метт Гамільтон   | Джон Лендстейнер    | Кори Дропкин      | Дон Бартлетт       |
|         | Бенуа Шварц      | Свен Мишель         | Петро де Круз    | Валентин Таннер     | Клаудіо Петц      | Томас Липс         |
|         | Ніклас Едін      | Оскар Ерикссон      | Расмус Врана     | Кристофер Сундгрен  | Даниэль Магнуссон | Фредрик Линдберг   |
|         | Брюс Моуэт       | Грант Харди         | Бобби Лемми      | Хемми Макмиллан мл. | Рус Уайт          | Алан Ханна         |
|         | Юта Мацумура     | Тецуро Симидзу      | Ясумаса Танида   | Синья Абе           | Косуке Аута       | Боб Урсел          |

(скіпи виділені напівжирним шрифтом)

### Рейтинг команд (WCT ranking)
Положення команд у рамках системи рейтингування на сайті «Світовий тур з керлінгу» (англ. World Curling Tour), результати за останній рік, дані на 25 березня 2019 — початок тижня, перед чемпіонату світу.
| Країна (Скип)                                             | Місце | Кількість очок |
| --------------------------------------------------------- | ----- | -------------- |
| Канада (Кевин К'юі)                                       | 1     | 431.406        |
| Шотландія (Брюс Моует)                                    | 4     | 355.316        |
| Швеція (Никлас Эдин)                                      | 5     | 354.921        |
| Швейцарія (Петер де Круз)                                 | 9     | 291.162        |
| США (Джон Шустер)                                         | 13    | 242.221        |
| Японія (Юта Мацумура)                                     | 21    | 165.873        |
| Нідерланди (Яп ван Дорп)                                  | 30    | 117.489        |
| Італія (Жоэль Реторна)                                    | 46    | 91.666         |
| Південна Корея (Ким Су Хёк)                               | 49    | 89.474         |
| КНР (Цзоу Цян)                                            | 54    | 77.239         |
| Росія (Сергій Глухов)                                     | 56    | 74.037         |
| Норвегія (Магнус Рамсфьелл)                               | 74    | 53.765         |
| Німеччина (Марк Мускатевиц) (як команда Олександр Бауман) | 169   | 19.619         |

## Зноски
1. ↑  см. en:2018 Americas Challenge (November)
2. ↑  World Qualification Event 2019 [Архівовано 2018-12-23 у Wayback Machine.] (.)
3. ↑  Pioneer Hi-Bred World [Архівовано 2019-08-27 у Wayback Machine.] Men's Curling Championship 2019 - Teams (.)
4. ↑  Men Rankings (Year To Date) — Week 32, Mar 25 — World Curling Tour (.)